# The Beauty and the Beer
The Beauty and the Beer – dwunasty album studyjny niemieckiego zespołu thrash metalowego Tankard wydany 26 maja 2006 roku przez AFM Records. 

## Lista utworów
1. "Ice-olation" - 5:10
2. "We Still Drink the Old Ways" - 4:05
3. "Forsaken World" - 4:33
4. "Rockstars No. 1" - 4:05
5. "The Beauty and the Beast" - 6:05
6. "Blue Rage - Black Redemption" - 4:05
7. "Frankfurt: We Need More Beer" - 3:49
8. "Metaltometal" - 4:50
9. "Dirty Digger" - 5:34
10. "Shaken Not Stirred" - 3:36

## Twórcy
- Andreas Geremia - wokal
- Andy Gutjahr - gitara
- Frank Thorwarth - gitara basowa
- Olaf Zissel - perkusja